# Thrill Me
Thrill Me, aussi connue sous le titre complet Thrill Me: The Leopold & Loeb Story, est une comédie musicale créée en 2003 par Stephen Dolginoff, à la fois compositeur, parolier et librettiste de l'œuvre.

## Postulat
L'intrigue est tirée d'un fait divers authentique : le meurtre du jeune Bobby Franks par Nathan Leopold et Richard Loeb. Le duo a assassiné l'adolescent durant l'été 1924, persuadé de pouvoir commettre « le crime parfait ». L'histoire est narrée sous forme de flashbacks et débute par l'audience pour la libération conditionnelle de Leopold, au cours de l'année 1958.

## Argument détaillé
1958, prison de Joliet, Illinois.
Nathan « Babe » Leopold se retrouve à nouveau devant la commission de libération conditionnelle. Pour la cinquième fois, il narre son crime, celui qui l'a envoyé derrière les barreaux trente-cinq ans plus tôt (Why).
Pourtant, l'audition s'annonce différente : Nathan est à présent décidé à tout révéler, y compris ce qu'il a toujours gardé secret. Il espère ainsi pouvoir obtenir sa liberté. Il remonte alors le fil de ses souvenirs et resitue la scène à Chicago, en 1924, alors qu'il est âgé de dix-neuf ans.
En pleines vacances d'été, Nathan rejoint avec anxiété Richard Loeb, un ancien camarade de classe. Nathan est effacé, introverti et désespérément amoureux ; Richard est populaire, charismatique et brille par son élocution. En dépit de leurs différences, les deux hommes ont jadis partagé amitié, sexe et délits mineurs. Richard, parti à l'université, accueille leurs retrouvailles avec indifférence. Nathan, lui, est toujours profondément épris de son ancien amant. Il le supplie de renouer leur relation d'antan, avant la rentrée : en effet, si chacun s'illustre dans des études de droit, ils ont intégré des écoles différentes. Leur séparation paraît donc inévitable (Everybody Wants Richard).
Richard cède et permet à Nathan de se joindre à lui pour la soirée : le jeune homme projette de mettre le feu à un entrepôt abandonné. Devant l'incendie (Nothing Like a Fire), Richard commence à ressentir du désir si bien que Nathan et lui redeviennent amants.

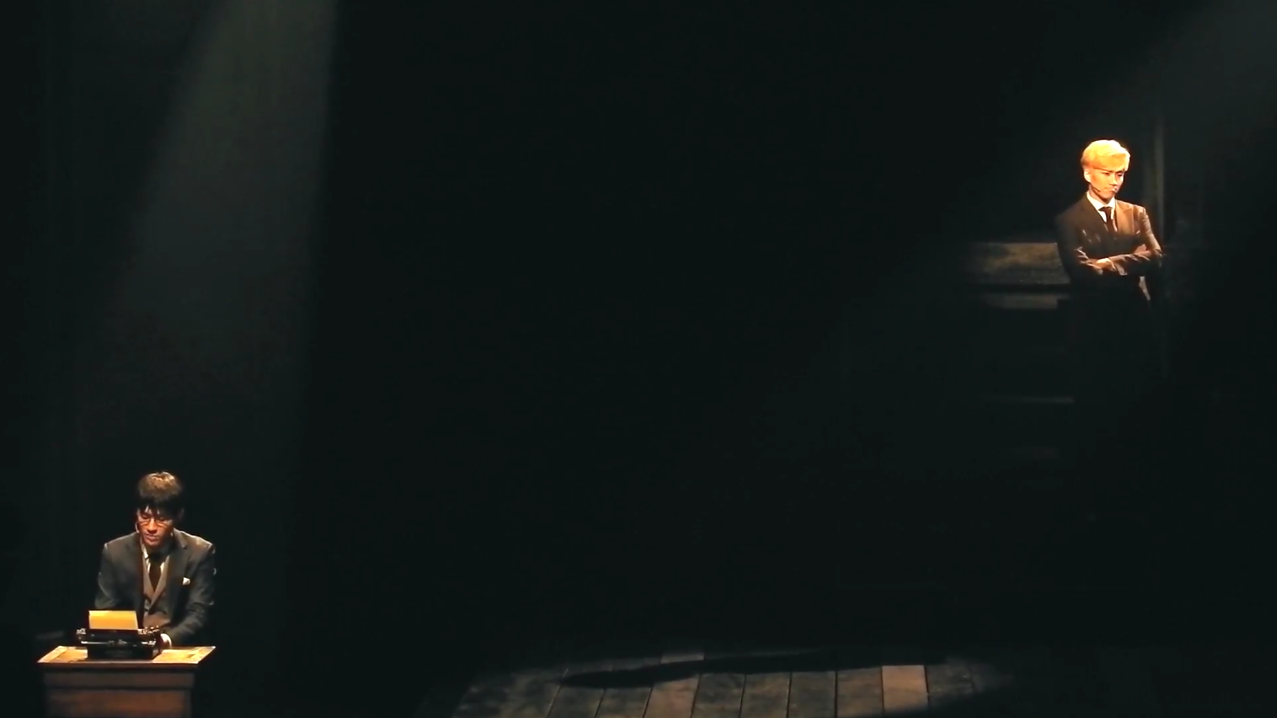
A Written Contract : Richard (Dong-hwa Jeong, à droite) manipule Nathan (Wook-jin Jeong, à gauche) pour qu'il signe le contrat.

Le lendemain, Nathan rencontre à nouveau Richard, lequel se révèle obsédé par les écrits nietzschéens. Il implore ce dernier de mettre un terme à ses activités criminelles. Mais la conversation dégénère rapidement. Richard, obnubilé par la théorie du surhomme, menace d'abandonner Nathan s'il ne se plie pas à ses exigences. Il renforce son emprise sur l'intéressé en l'incitant à signer un contrat. Leur accord stipule qu'ils ne coucheront ensemble qu'à une seule condition : Nathan doit accepter d'être complice de ses délits. À contrecœur, Nathan se soumet (A Written Contract). Ils signent le pacte avec leur sang et se livrent à une série d'infractions anodines.
Or, très vite, Richard se lasse et ne respecte plus sa part du marché (Thrill Me)... Il explique à son partenaire qu'il s'ennuie et veut commettre un crime « supérieur » : l'assassinat d'un jeune garçon (The Plan), appuyé par la demande d'une rançon qui surviendra après le meurtre.
Persuadé de leur supériorité, Richard insiste sur le fait que leur intelligence et leur nature méticuleuse les empêcheront d'être suspectés. Terrifié à l'idée d'endurer sa colère et plus encore par l'idée de le perdre, Nathan finit par y consentir.
Le flashback s'achève sur leur projet de meurtre. De retour à la prison de Joliet, en 1958, Nathan doit confesser son ressenti devant la commission (Way Too Far).
Par la suite, il se rappelle comment Richard a préparé les armes et orchestré méthodiquement le meurtre : il se fournit une corde, un pied-de-biche et une bouteille d'acide, avant d'attirer la victime en lui promettant une balade (Roadster). Richard met son plan à exécution. Tout en nettoyant la scène du crime, Richard vante les vertus des « êtres supérieurs », une catégorie d'hommes à laquelle il estime appartenir. Nathan, ébranlé, écoute les délires nietzschéens de son complice (Superior). Il laisse ses lunettes derrière lui en quittant les lieux.
De retour chez Richard, ils rédigent une demande de rançon (vaine puisque l'enfant est déjà mort) puis mettent leurs plans à exécution (Ransom Note).

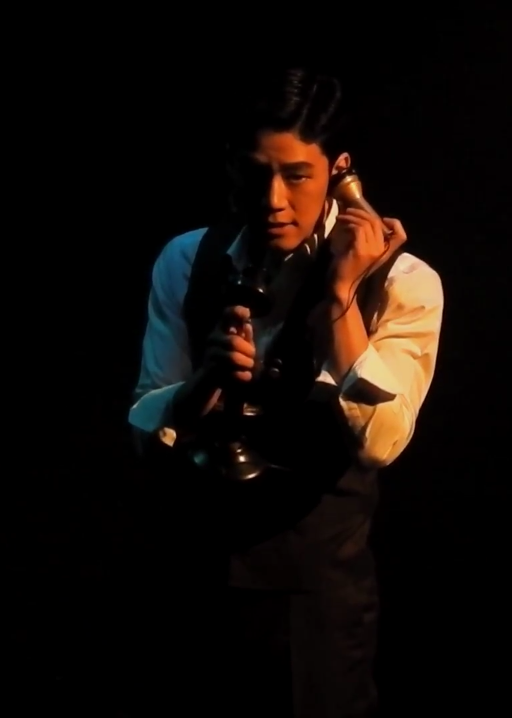
My Glasses/Just Lay Low : Richard (Mu-yeol Kim) témoigne d'un sang-froid à toute épreuve lorsque des preuves sont découvertes sur le lieu du crime.

Le lendemain, les journaux relaient une découverte macabre : malgré leur plan minutieux, le cadavre a été retrouvé. Quelques jours plus tard, les lunettes de Nathan sont dénichées à proximité. Alors que Nathan, en panique, parvient à joindre Richard au téléphone, l'intéressé s'efforce de le calmer (My Glasses/Just Lay Low).
La police finit par déterminer que les lunettes appartiennent à Nathan. En urgence, Richard l'aide à élaborer un alibi et lui apprend comment se comporter lors d'un interrogatoire (I'm Trying to Think).
Nathan réussit à être blanchi auprès des policiers et, dans la foulée, Richard met un terme à leur relation. Bien déterminé à protéger son avenir d'avocat, il ne veut plus avoir de liens avec son amant. Froidement, il rappelle à Nathan que rien de tout cela ne serait arrivé s'il n'avait pas égaré ses lunettes. Trahi et le cœur brisé, Nathan conclut un accord avec les procureurs : il leur livrera Richard en échange d'une peine plus légère.
Une fois arrêté, Richard réalise qu'il n'a aucune issue et use de ses charmes sur Nathan (Keep Your Deal With Me) ; il parvient à le convaincre d'abandonner l'accord et d'accepter la même sanction.
En attendant le procès, depuis sa cellule, Richard sent son aplomb se fissurer et ressent pour la première fois une véritable angoisse (Afraid). Sans qu'il ne le sache, Nathan est enfermé à proximité et entend les craintes de son ancien amour.
Nathan comme Richard encourent désormais la peine de mort. Grâce aux stratégies astucieuses de leur avocat, Clarence Darrow, les deux jeunes gens échappent toutefois à la sentence ultime et sont condamnés à la prison à perpétuité.
Nathan se décide enfin à révéler toute la vérité. Leur arrestation relève en réalité de sa propre manigance : par peur de perdre Richard, il a accepté de participer au meurtre... Mais, durant tout ce temps, il a également pris soin de garder une longueur d'avance sur son amant ! Ainsi, il a délibérément laissé choir ses lunettes, pensant que Richard lui appartiendrait toujours et qu'ils finiraient par se retrouver tôt ou tard (Life Plus 99 Years).
Les faits éclatent au grand jour. De retour à la prison de Joliet, Nathan obtient sa libération conditionnelle. Pour autant, cette victoire s'avère douce-amère : Richard a été assassiné par un autre détenu, des années auparavant. Seul, Nathan doit se résoudre à affronter le monde extérieur (Finale).

## Liste des titres
- Prelude
- Why - Nathan
- Everybody Wants Richard - Nathan
- Nothing Like a Fire - Richard et Nathan
- A Written Contract - Richard et Nathan
- Thrill Me - Nathan et Richard
- The Plan - Richard et Nathan
- Way Too Far - Nathan
- Roadster - Richard
- Superior - Nathan et Richard
- Ransom Note - Richard et Nathan
- My Glasses/Just Lay Low - Nathan et Richard
- I'm Trying to Think - Richard et Nathan
- Way Too Far (reprise) - Nathan
- Keep Your Deal With Me - Richard et Nathan
- Afraid - Richard
- Life Plus 99 Years/Finale - Nathan et Richard

## Distributions

### Distributions anglophones
| Rôle           | Etats-Unis (New-York) | Etats-Unis (Off-Broadway)      | Etats-Unis (Los Angeles) | Australie       | Angleterre (Londres) | Canada       | Angleterre (West-End) |
| Rôle           | 2003                  | 2005                           | 2007                     | 2010            | 2011                 | 2012         | 2020                  |
| -------------- | --------------------- | ------------------------------ | ------------------------ | --------------- | -------------------- | ------------ | --------------------- |
| Nathan Leopold | Stephen Dolginoff     | Stephen Dolginoff / Matt Bauer | Alex Schemmer            | Benjamin Giraud | Jye Frasca           | Michael Gill | Bart Lambert          |
| Richard Loeb   | Doug Kreeger          | Doug Kreeger / Shonn Wiley     | Stewart W. Calhoun       | Blake Erickson  | George Maguire       | Braedon Cox  | Jack Reitman          |

### Distributions asiatiques
| Rôle                  | Corée du Sud                   | Corée du Sud                                                                 | Japon                            | Japon                                              | Chine        | Corée du Sud                                                                                      | Corée du Sud  | Japon                                              | Thaïlande                 |
| Rôle                  | 2007                           | 2010                                                                         | 2011                             | 2012 / 2013 / 2014                                 | 2016         | 2017                                                                                              | 2021          | 2023                                               | 2023                      |
| --------------------- | ------------------------------ | ---------------------------------------------------------------------------- | -------------------------------- | -------------------------------------------------- | ------------ | ------------------------------------------------------------------------------------------------- | ------------- | -------------------------------------------------- | ------------------------- |
| Nathan Leopold « Je » | Jae-woong Choi / Jeon-ghan Ryu | Jae-beom Kim / Ha-neul Kang / Jae-woong Choi / Jong-hyuk Oh / Soo-hyung Choi | Mario Tashiro / Kohei Matsushita | Mario Tashiro / Shinji Yoshichi / Kohei Matsushita | Dou'Er Sun   | Jae-woong Choi / Sang-yoon Jeong / Chang-yong Lee / Pil-seok Kang / Wook-jin Jeong / Jae-beom Kim | Seok-June Lee | Matsuya Onoe / Hirodai Matsuoka / Tatsunari Kimura | Guy Songsin Sirikunarat   |
| Richard Loeb « Lui »  | Mu-yeol Kim / Yul Lee          | Mu-yeol Kim / Chang-wook Ji / Kang-hyun Jo / Ji-ho Choi / Ji-hoon Lee        | Shinya Niino / Hayato Kakizawa   | Shinya Niino / Ryōsei Konishi / Hayato Kakizawa    | Zhe Ming Shi | Mu-yeol Kim / Enoch / Won-geun Song / Lee Yul / Dong-hwa Jeong / Sang-yoon Jeong                  | Woo-Seok Kim  | Yūsuke Hirose / Daiki Yamazaki / Gōki Maeda        | Tan Taofa Maneeprasopchok |

## Genèse
Ex-enfant star sur Oliver ! ou Jesus Christ Superstar, Stephen Dolginoff obtient un baccalauréat spécialisé dans les beaux-arts et l'écriture dramatique. Diplôme en poche, il ne renonce pas à sa passion pour la scène musicale. En 1994, il songe à un projet sur lequel il officierait en tant que compositeur, parolier et librettiste. Son objectif est d'« écrire une pièce de théâtre musical sur un jeu de pouvoir, une relation de codépendance très dramatique, de préférence une histoire de crime ».

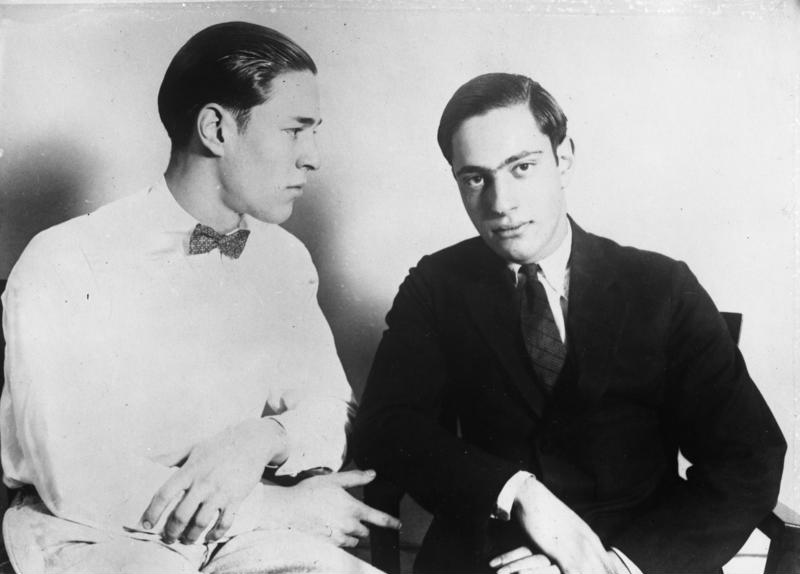
Les véritables Richard Loeb et Nathan Leopold, en août 1924.

Au gré de ses recherches, son choix se porte sur l'affaire Leopold et Loeb : « [...] plus je lisais sur leur relation et leur meurtre à sensations fortes, plus j'avais le sentiment d'avoir découvert mon sujet. [Il] y avait de quoi chanter (c'est un élément clé), beaucoup de passion [et] beaucoup de place pour que j'y ajoute mes propres rebondissements ».
Dolginoff juge primordial de ne pas glorifier ou minimiser le meurtre, tout en explorant les personnalités très complexes de ses protagonistes. Il décide ainsi d'expliciter la relation homosexuelle entre les deux assassins et d'évoquer frontalement leurs rapports autodestructeurs : « Mes rebondissements se concentrent sur ce à quoi ressemblait leur relation en huis clos. J’ai également réfléchi à la question de savoir qui détenait réellement le pouvoir et qui tirait vraiment les ficelles. Mon interprétation est basée sur les faits, mais il fallait prendre des libertés ».
Il définit la relation entre ses personnages ainsi : « Le vrai Loeb, bien qu'incroyablement charmant, apparaît comme froid et calculateur. Il est le dominant du couple, il utilise ses amitiés pour obtenir ce qu'il veut. Leopold était tellement amoureux et prêt à tout pour Loeb qu'il se retrouve entraîné sur une voie abominable » ; « L'un pense avoir le contrôle sur l'autre. Le premier est très excité par le crime et le fait de commettre des crimes, tandis que le second est très excité par le fait d'être avec l'autre. L'un aime l'autre et l'autre aime commettre des crimes ».
Le créateur décide de placer Leopold en narrateur et resserre l'intrigue autour d'une production très minimaliste : « J'ai toujours imaginé cette pièce comme quelque chose de petit : deux acteurs, un piano, pas de décor ».
En 2024, Dolginoff publie une biographie, Thrill Maker, dans laquelle il relate l'ébauche du projet, sa création et son parcours. Au total, le livre couvre les trente ans de Thrill Me, de sa genèse à son succès.

## Productions anglophones
La pièce, jugée « trop gay ou trop violente », peine à trouver un financement, si bien qu'il faudra une décennie à Dolginoff pour le concrétiser. A l'été 2003, Thrill Me fait enfin ses débuts sur les planches : la pièce est soutenue par une petite production au Midtown International Theater Festival de New York. Elle est dirigée par Martin Charnin.

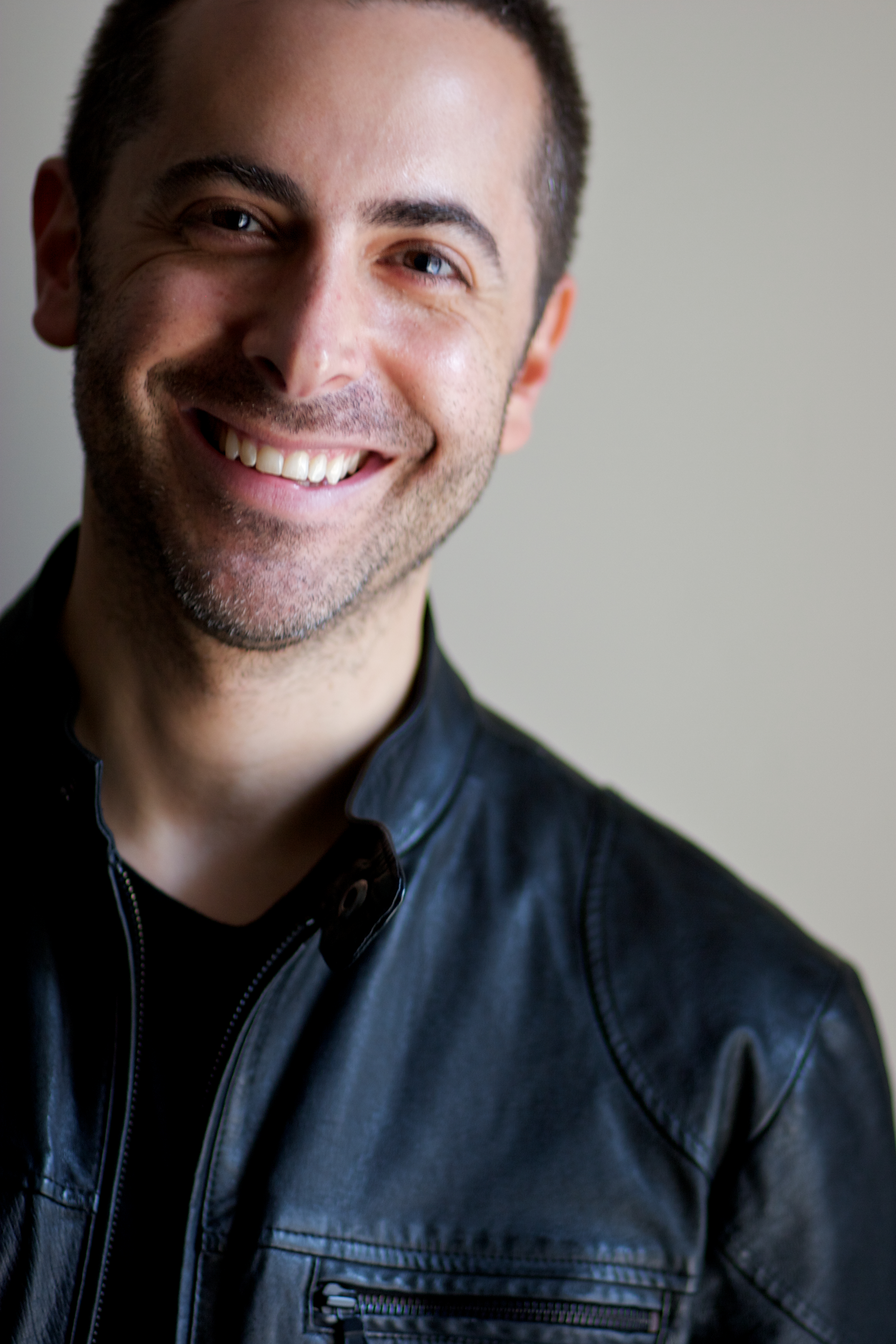
Le créateur de la pièce Stephen Dolginoff (ici en 2011) s'est illustré dans le rôle de Nathan à plusieurs reprises.

Courant mai 2005, elle est montée en Off-Broadway par l'association York Theatre Company, avec Jim Kierstead à la production, et bénéficie d'un budget plus conséquent. La mise en scène est assurée par Michael Rupert, lequel enregistre également quelques répliques en voice-over. Les voix de Stephen Bogardus et John McMartin, préenregistrées, peuvent également être entendues. Le rôle de Leopold est dévolu au créateur de la comédie musicale, Stephen Dolginoff. A ses côtés, Doug Kreeger incarne Loeb. La pièce est prolongée jusqu'au 21 août de cette même année.
En 2007, une autre production à gros budget se tient à Los Angeles, au Hudson Backstage Theatre, avec Alex Schemmer et Stewart W. Calhoun dans les rôles principaux.
La comédie musicale est jouée dans de nombreux théâtres régionaux à travers les États-Unis. Dolginoff reprend le rôle de Leopold dans certaines mises en scène, notamment à Seattle et Buffalo. Par la suite, Thrill Me s'importe en Australie (Melbourne), Angleterre, Écosse ainsi qu'au Canada.
Durant l'année 2010, une nouvelle production professionnelle se tient en Australie, au Seymour Centre de Sydney. La production met en vedette Benjamin Giraud dans le rôle de Leopold et Blake Erickson dans celui de Loeb ainsi que les voix de Jason Langley, Jennifer Vuletic et Barry Crocker.
En 2011, la pièce s'illustre en Europe. La production londonienne a pour tête d'affiche Jye Frasca (Leopold) et George Maguire (Loeb), accompagnés des voix de Patricia Quinn, Lee Mead et Les Dennis. Elle débute au Tristan Bates Theatre, avant d'être transférée courant mai au West End. Elle alors est jouée au Charing Cross Theatre durant quatre semaines.
En novembre 2012, la première canadienne se tient à Vancouver, au Shop Theatre. Financée par Fighting Chance Productions, elle est mise en scène par Ryan Mooney. Alison Dalton est chargé de la direction musicale. Michael Gill et Braedon Cox sont nommés aux Ovation Awards pour leurs performances et remportent également remporté le prix de la meilleure performance masculine aux Theatre BC Awards.
En 2017, Stephen Dolginoff et Doug Kreeger reprennent leurs rôles originaux de Nathan Leopold et Richard Loeb lors d'un concert événement dédié à Thrill Me.
De retour au West End en 2019, Thrill Me est joué au Hope Theatre. Le spectacle est nommé aux Off-West End Awards dans la catégorie Meilleure scénographie; Bart Lambert (Nathan) et Jack Reitman (Richard) remportent en tandem le prix de la Meilleure performance masculine dans une comédie musicale. La production est ensuite déplacée au Jermyn Street Theatre, de janvier à février 2022. Lambert et Reitman tiennent toujours les rôles principaux.
En 2024, la pièce est programmée en anglais à Shanghai.

## Productions internationales
La comédie musicale a été produite plus de cent-cinquante fois, dans seize pays différents. Elle a en outre été adaptée dans une dizaine de langues, tels que le grec, l'espagnol, l'allemand, le néerlandais ou le tchèque.
Thrill Me a été jouée en Grèce (Athènes), Espagne (Madrid), Allemagne (Datteln), Belgique, Autriche, Argentine, République tchèque et Pologne.

## Productions asiatiques

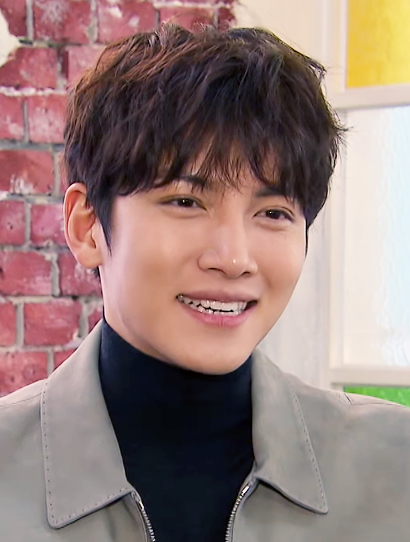
Chang-wook Ji (ici en 2017) campe Richard Loeb en alternance dans la production sud-coréenne de 2010.

La pièce connaît un succès retentissant en Asie. Elle a été traduite et jouée en Corée du Sud (Séoul), au Japon (Tokyo), en Chine (Shanghai) et en Thaïlande (Bangkok).
Les versions sud-coréennes et japonaises ont la spécificité de ne pas nommer les protagonistes : Nathan Leopold est simplement connu sous le pronom « Je » et Richard Loeb est appelé « Lui ».
Depuis ses débuts au Japon, en 2011, chaque production de Thrill Me est mise en scène par Tamiya Kuriyama. Figure majeure du théâtre nippon, ce dernier est surtout reconnu pour son travail sur les pièces classiques telles que En attendant Godot, Othello, Un Tramway nommé Désir, Oncle Vania ou encore La Cerisaie.
Tokyo et Séoul connaissent une dizaine de productions successives, souvent pourvues d'une distribution prestigieuse. L'engouement autour de la pièce et l'exigence des performances lancent fréquemment la carrière de jeunes débutants. En 2010, à Séoul, Thrill Me connaît ainsi son quatrième revival avec la future star de kdramas Chang-wook Ji (Richard Loeb / Lui) au casting.
L'adaptation chinoise fait ses débuts en 2016 et est reconduite l'année suivante.
La toute première version thaïlandaise est montée en 2023 à l'Université Chulalongkorn.

## Réception
La pièce a reçu des critiques globalement très positives au sein de la presse étasunienne.
Sur Musicals101.com, John Kenrick se révèle particulièrement enthousiaste : « Avec son format doté de deux personnages et sa production physique intime, Thrill Me ressemble à un opéra de chambre mais la musique est très proche du langage théâtral musical contemporain. Il est sacrément difficile de faire chanter un tel matériau or Stephen Dolginoff y parvient brillamment. Son utilisation parcimonieuse de l'humour dans cette pièce est inhabituellement efficace, tout comme son refus de tomber dans l'exaltation ou le cliché des histoires de true crime ».
Selon The Hollywood Reporter, « Stephen Dolginoff a créé un petit divertissement sombre raconté [sous forme de] flashbacks [qui] combine les émotions extravagantes et un couple aux airs d'opéra vériste (avec des baisers et des étreintes fiévreux) ». Il note que la partition possède « des sonorités et des styles musicaux tirés de Broadway » ainsi que « des ballades douces-amères de Franz Schubert et Kurt Weill ».
The Los Angeles Times salue ses débuts : « Succès off-Broadway, la comédie musicale aux deux personnages signée Stephen Dolginoff se penche sur [...] une dynamique maître-esclave aux dimensions mortelles. Actuellement en avant-première au Hudson Backstage de Los Angeles, Thrill Me s'avère un début propice pour la Havok Theatre Company ».
Le Chicago Sun-Times est également sous le charme : « Parfois, les explications les plus simples et les plus primaires sont celles qui font le plus sens. C'est précisément pourquoi Thrill Me: The Leopold & Loeb Story [...], sobre et captivant, [...] fonctionne si bien ».
Pour le Windy City Times, « la mise en scène de Lee Peters maintient le rythme tout au long de ses 90 minutes de jeu, soit l'équivalent vocal d'un marathon pour seulement deux chanteurs. Et, en 2006, l'horreur des événements décrits est suffisamment éloignée de notre conscience morale pour permettre la mythologie de ces bad boys légendaires (mais ô combien adorables) ».
Quoique moins dithyrambique, The New York Times reste cependant élogieux : « L'histoire est familière, le scénario et les paroles ne sont pas particulièrement innovants, pourtant, d'une certaine manière... La comédie musicale miniature de Dolginoff sur l'affaire du meurtre de Leopold et Loeb frappe comme un coup de poing bien placé, est saisissante et parvient à brièvement couper le souffle... Il faut reconnaître [l']approche épurée de la narration. D'autres ont raconté l'histoire dans des pièces de théâtre et des films mais il y a quelque chose d'effrontément satisfaisant dans l'interprétation de Dolginoff... [C'est] un rappel que le mal a souvent l'apparence et les sonorités de la beauté ».
Le Chicago Reader, pour sa part, pointe les limites du projet : « Stephen Dolginoff explore la dynamique de pouvoir entre les célèbres "tueurs à sensations fortes" de Chicago, Nathan Leopold et Richard Loeb, en mettant l'accent sur la manière dont ils se manipulent mutuellement dans un jeu sadomasochiste de plus en plus intense. Mais sa préoccupation pour les relations sexuelles entre les meurtriers repousse leur crime horrible à la périphérie, le privant de son contexte social et moral – en fin de compte, la pièce ne semble guère plus qu'un exercice de sensationnalisme bien conçu ».

## Récompenses et nominations
| Année | Cérémonie                  | Catégorie                                                                                     | Nommé(s)                     | Résultat          |
| ----- | -------------------------- | --------------------------------------------------------------------------------------------- | ---------------------------- | ----------------- |
| 2005  | ASCAP Music Award          | Meilleure musique de comédie musicale                                                         | Stephen Dolginoff            | Lauréat           |
| 2006  | Drama Desk Awards          | Meilleure comédie musicale                                                                    |                              | Nomination        |
| 2006  | Drama Desk Awards          | Meilleure musique de comédie musicale                                                         | Stephen Dolginoff            | Nomination        |
| 2006  | Outer Critics Circle Award | Meilleure comédie musicale en Off-Broadway                                                    |                              | Nomination        |
| 2008  | Los Angeles Ovation Award  | Meilleure comédie musicale ou pièce de théâtre à petit budget                                 |                              | Nomination        |
| 2008  | Los Angeles Ovation Award  | Meilleure conception d'éclairage pour une comédie musicale ou pièce de théâtre à petit budget | Steven Young                 | Nomination        |
| 2009  | Los Angeles Garland Award  | Meilleure musique et meilleures paroles                                                       | Stephen Dolginoff            | Mention honorable |
| 2011  | Offie Award                | Meilleure nouvelle comédie musicale                                                           |                              | Nomination        |
| 2012  | WhatsOnStage Awards        | Meilleur production Off-West End                                                              |                              | Nomination        |
| 2020  | Off-West End Awards        | Meilleure scénographie                                                                        | Rachael Ryan                 | Nomination        |
| 2020  | Off-West End Awards        | Meilleure performance masculine dans une comédie musicale                                     | Bart Lambert et Jack Reitman | Lauréat           |